# Бюльбюль-довгодзьоб
Бюльбю́ль-довгодзьоб (Bleda) — рід горобцеподібних птахів родини бюльбюлевих (Pycnonotidae). Представники цього роду мешкають в Західній і Центральній Африці.

## Опис
Бюльбюлі-довгодзьоби досягають довжини 18-23 см. Верхня частина тіла у них зеленувато-коричнева, а нижня жовта. Дзьоби відносно довгі і тонкі.
Бюльбюлі-довгодзьоби живуть в підліксу тропічних лісів. Харчуються комахами, яких ловлять на землі та біля води. Вони часто слідкують за мурахами-кочівниками та приєднуються до змішаних зграй птахів. Роблять гнізда з листя і хмизу, гніздяться в чагарниках та на деревах. В кладці 2 яйця.

## Види
Виділяють п'ять видів:
- Бюльбюль-довгодзьоб рудохвостий (Bleda syndactylus)
- Бюльбюль-довгодзьоб зеленохвостий (Bleda eximius)
- Бюльбюль-довгодзьоб сіроголовий (Bleda canicapillus)
- Бюльбюль-довгодзьоб малий (Bleda notatus)[5]
- Bleda ugandae[6]

## Етимологія
Рід був названий на честь Бледи, старшого брата Аттіли, вождя гунів.